# Philip Laats
Philip Laats, (* 2. února 1963 v Antverpách, Belgie) je bývalý belgický zápasník – judista.

## Sportovní kariéra
Patřil k nové vlně belgických judistů, která navazalovala na úspěchy Roberta Van de Walleho. Na rozdíl od svého mladšího bratra Johana se mu však výkonnostně nepřiblížil, přeste patřil k stabilním členům evropské judistické scény po celou dekádu. Na olympijské hry se kvalifikoval celkem čtyřikrát a pokaždé zaznamenal výborný výsledek. Do bojů o medaile se dostával převážné přes opravy, na které se uměl koncentrovat. Se sportovní kariérou se rozloučil po vydařeném vystoupení na olympijských hrých v Atlantě v roce 1996, kde obsadil 5. místo.

## Výsledky
| Turnaj             | 1982           | 1983           | 1984           | 1985           | 1986           | 1987           | 1988           | 1989           | 1990           | 1991           | 1992           | 1993           | 1994           | 1995           | 1996           |
| Turnaj             | 19             | 20             | 21             | 22             | 23             | 24             | 25             | 26             | 27             | 28             | 29             | 30             | 31             | 32             | 33             |
| Turnaj             | pololehká váha | pololehká váha | pololehká váha | pololehká váha | pololehká váha | pololehká váha | pololehká váha | pololehká váha | pololehká váha | pololehká váha | pololehká váha | pololehká váha | pololehká váha | pololehká váha | pololehká váha |
| ------------------ | -------------- | -------------- | -------------- | -------------- | -------------- | -------------- | -------------- | -------------- | -------------- | -------------- | -------------- | -------------- | -------------- | -------------- | -------------- |
| Olympijské hry     |                |                | úč.            |                |                |                | 7.             |                |                |                | 5.             |                |                |                | 5.             |
| Mistrovství světa  |                | úč.            |                | úč.            |                | úč.            |                | úč.            |                | úč.            |                | 5.             |                | úč.            |                |
| Mistrovství Evropy | —              | úč.            | úč.            | 5.             | 5.             | 5.             | ?              | úč.            | 3.             | 7.             | 7.             | 7.             | úč.            | 3.             | 7.             |
| MS juniorů         |                | úč.            |                |                |                |                |                |                |                |                |                |                |                |                |                |
| ME juniorů         | úč.            | ?              |                |                |                |                |                |                |                |                |                |                |                |                |                |